# La Rue des miroirs
Pour plus de détails, voir Fiche technique et Distribution.
La Rue des miroirs (titre original : Via degli specchi) est un film italien réalisé par Giovanna Gagliardo et sorti en 1983.

## Synopsis
Francesca, une magistrate, s'apprête à partir un vacances avec son mari. À ce moment, elle est avertie de la mort suspecte d'une jeune femme, Rosa Franceschi, qui se serait jetée de la terrasse de sa maison. En interrogeant sa voisine, Veronica Marini, Francesca découvre que son mari entretenait une liaison avec la jeune femme.

## Fiche technique
- Titre original : Via degli specchi
- Réalisation : Giovanna Gagliardo
- Scénario :  Giovanna Gagliardo, Jean Gruault
- Photographie : Camillo Bazzoni
- Musique : Pino Donaggio
- Durée : 82 minutes
- Dates de sortie: 
  - février 1983 (Festival international du film de Berlin)
  - 2 mai 1986 (France)

## Distribution
- Nicole Garcia : Francesca
- Milva : Veronica
- Heinz Bennent : Gianfranco
- Claudio Bigagli : Giuseppe
- Massimo Serato

## Nominations et récompenses
- Sélection officielle en compétition au Festival international du film de Berlin[1]